# JP Duminy
Jean-Paul Duminy (nacido el 14 de abril de 1984), exjugador de críquet sudafricano y comentarista de críquet. Es ex vice-capitán del equipo Twenty20 de Sudáfrica. Duminy se hizo conocido durante la gira sudafricana sub-19 a Inglaterra en 2003 y en la temporada nacional 2003-04, donde anotó un promedio de 72.

## Primeros años y carrera
El 20 de agosto de 2004, Duminy hizo su debut en One Day International con Sudáfrica contra Sri Lanka. El 15 de septiembre de 2007, hizo su debut en Twenty20 contra Bangladés. El 17 de enero de 2008, Duminy hizo su debut en Test Cricket contra Australia. Duminy jugó en la Indian Premier League en 2009 después de que la franquicia de los Mumbai Indians lo adquiriera por US $ 950.000. Duminy pasó a jugar para Sunrisers Hyderabad y Deccan Chargers y fue nombrado capitán de Delhi Daredevils en 2015. También jugó en la Superliga de Pakistán en 2018 para el Islamabad United, a quien capitaneó al título de liga. Su último torneo Twenty20 fue la Caribbean Premier League 2019 cuando jugó para Barbados Tridents. En abril de 2019, Duminy fue nombrado en el equipo de Sudáfrica para la Copa Mundial de Cricket de 2019.
En julio de 2019, Duminy anunció su retiro del cricket internacional.
Duminy está casado con Sue, con quien tiene dos hijas. Es cristiano y volvió a la religión en 2013 durante una gira internacional por Sri Lanka.